# Collège LaSalle International Maroc
 (mai 2017).
Le Collège LaSalle au Maroc est une école d'enseignement supérieur professionnel privée implanté au Maroc, membre du réseau Canadien LCI Éducation.

## Présentation
Le Collège LaSalle a ouvert ses portes à Casablanca et à Rabat en 1989, à Marrakech en 2006 et à Tanger en 2009.
L'école dispense plusieurs domaines de formations professionnelles diplômantes: mode & design, Gestion, hôtellerie & restauration, tourisme, et informatique. Les formations se déroulent en cours de jour en 2 ou 3 ans, accessibles selon la formation avec Bac ou niveau Bac.
Les diplômes sont reconnus par l’État Canadien et le ministère de l'enseignement supérieur du Québec[réf. nécessaire].
Le Collège LaSalle propose également une gamme importante de formations destinées à une clientèle professionnelle, dans le cadre de la formation continue, débouchant sur des certificats Collège LaSalle reconnus à l'international[Par qui ?][réf. nécessaire].

## Anciens élèves
- Leila Hadioui, mannequin marocaine.